# Larry Sultan
Larry Sultan (Brooklyn, 1946 – Greenbrae, 13 dicembre 2009) è stato un fotografo e docente statunitense.

## Biografia
Larry Sultan nasce a Brooklyn nel 1946 ma sin da piccolo cresce nella valle di San Fernando. Questo influenzerà fortemente i suoi lavori. 
Nel 1977 pubblica la sua prima raccolta fotografica, Evidence, in collaborazione con il fotografo Mike Mandel. Il libro è composto da una serie di foto d'archivio prese da 77 corporazioni produttrici di energia e di equipaggiamento destinato ad essere usato nello spazio. Tra i vari nomi si trovano NASA, General Atomics, Bechtel e molte altre. I due autori visionarono più di due milioni di fotografie, riducendole prima a cinquecento e poi a 59 nell'edizione finale del libro. I due artisti (ex compagni di corso al San Francisco Art Institute) decidono di pubblicare la raccolta in maniera indipendente. Attualmente più di metà delle immagini fanno parte della collezione della Tate Modern.
Nel 1992 viene pubblicato Pictures From Home, un "collage narrativo" che unisce lo stile documentaristico a testi narrativi spesso pregni di emotività. Nel libro si trovano frames di Super8, foto di famiglia e immagini dei genitori catturate dall'autore stesso nel corso degli anni. La diversità di mezzi narrativi utilizzati da Sultan contribuisce a creare un ritratto di vita quotidiana nelle periferie americane.
Ambientata sempre nella valle di San Fernando, la raccolta fotografica The Valley esce nel 2004. Sultan persegue nell'utilizzo di uno stile documentaristico-narrativo, fotografando gli ambienti e gli attori della scena del porno nelle case prese in affitto nei territori della sua infanzia. L'artista statunitense si concentra sulle componenti che compongono l'industria pornografica più che sull'atto sessuale in sé.
Il suo lavoro più recente, Homeland (2009), si concentra sugli operai di origine sudamericana. Sultan mette in posa i lavoratori facendogli mimare semplici azioni quotidiane derivanti dai suoi ricordi d'infanzia.
Sultan ha insegnato fotografia presso il California College of the Arts di San Francisco per oltre dieci anni. I suoi lavori fanno parte delle collezioni di vari musei, tra cui il Solomon R. Guggenheim Museum di New York, il Whitney Museum of American Art di Manhattan, il Museum of Modern Art di San Francisco e molti altri.